# Губернатор Псковской области
Губерна́тор Пско́вской о́бласти — высшее должностное лицо Псковской области. Возглавляет высший исполнительный орган государственной власти области — Правительство Псковской области, до января 2006 года — глава администрации области.

## История
В советское время область возглавляли Первые секретари Псковского обкома КПСС:
- 08.1944—20.10.1949 Антюфеев, Леонтий Макарьевич
- 20.10.1949—14.07.1951 Шубин, Геннадий Николаевич
- 14.07.1951—04.1961 Канунников, Михаил Яковлевич
- 04.1961—16.11.1971 Густов, Иван Степанович
- 16.11.1971—24.06.1987 Рыбаков, Алексей Миронович
- 24.06.1987—12.1988 Погорелов, Юрий Николаевич
- 12.1988—18.09.1990 Ильин, Алексей Николаевич
- 09—10.1990 2-й секретарь обкома Воробьёв, Николай Николаевич
- 27.10.1990—23.08.1991 Никитин, Владимир Степанович

С конца 1991 года основной механизм легитимации региональных органов государственной власти был связан с популярностью президента Российской Федерации Бориса Ельцина, получившего легитимность в ходе всенародного голосования. В начале кардинальных преобразований у президента России были фактически неограниченные полномочия по формированию исполнительной власти в субъектах Российской Федерации.
Так, 15 ноября 1991 года указом президента Ельцина главой администрации Псковской области был назначен директор объединения «Псковнефтепродукт» Анатолий Добряков (1939—2003). Незадолго до этого, в 1988 году, он переехал в Псков из Нижнего Тагила. При этом в списке кандидатов на пост главы администрации, который представил осенью 1991 года в Кремль Псковский областной Совет, фамилии Добрякова не было — но в администрации президента решили назначить именно его.
Однако к концу апреля 1992 года напряжение между «демократами» и представителями «старой номенклатуры» достигло апогея. Уже 7 мая 1992 года указом президента Ельцина А. Добряков был отстранён от должности. 9 мая ряд народных депутатов РФ направили президенту письма с предложением кандидатуры В. Н. Туманова, 34-летнего заместителя по экономической реформе мэра Пскова А. В. Прокофьева. 20 мая открылась сессия областного Совета. Шансы Туманова — представителя «ДемРоссии»[уточнить] — оценивались самими «демократами» невысоко. Однако в ходе тайного голосования кандидатура была согласована с перевесом всего в 7 голосов («ЗА» — 72, «ПРОТИВ» — 65). 23 мая в Псков поступил указ президента Ельцина о назначении В. Н. Туманова главой администрации Псковской области.
Первые его шаги совпали с визитом в Псков патриарха Русской православной церкви Алексия II на празднование 750-летия победы Александра Невского в Ледовом побоище. Визит носил характер государственного и выявил ранее не проявлявшуюся черту Туманова — «государственное православие». В декабре 1993 года Туманов был избран депутатом Совета Федерации, был членом Комитета по конституционному законодательству и судебно-правовым вопросам. С 23 января 1996 года стал членом Совета Федерации по должности.
В 1996 году областное собрание депутатов 1-го созыва (1994—1998) обратилось к президенту России с предложением проведения выборов главы администрации области. В августе 1996 года Борис Ельцин подписал указ «О выборах главы администрации Псковской области», которым разрешил проведение выборов главы администрации Псковской области в октябре 1996 года. После этого по инициативе губернатора Туманова на внеочередной сессии Псковского областного Собрания депутатов было принято решение о назначении голосования на 20 октября 1996 года. Несмотря на очевидные преимущества предусмотренного законодательством однотурового голосования, Туманов отказался от этой возможности, высказавшись за более демократичный вариант проведения выборов в два тура. В первом туре выборов 20 октября большинство голосов набрал Владислав Туманов (30,92 %), а второе местно занял депутат Госдумы и выдвиженец ЛДПР Евгений Михайлов (22,71 %). Имевшее неплохие шансы на выборах КПРФ собственного кандидата не выдвинула, не сумевшего объединить «левые» силы Псковщины. Во втором туре 3 ноября Евгений Михайлов обошёл действующего губернатора, набрав 56,46 % голосов (В. Туманов — 36,89 %). Михайлов стал первым губернатором в истории России от ЛДПР.
С 1996 года по должности губернатора входил в Совет Федерации, был членом Комитета по бюджету, налоговой политике, финансовому, валютному и таможенному регулированию, банковской деятельности.
В 1999 году Михайлов вышел из ЛДПР, а в сентябре 2000 года был избран председателем политсовета Псковской региональной организации партии «Единство».
5 декабря 2004 года на губернаторских выборах бывший депутат Госдумы Михаил Кузнецов одержал победу над действующим главой области Евгением Михайловым, которого поддерживала «Единая Россия».
16 февраля 2009 года Михаил Кузнецов оставил должность губернатора Псковской области по собственному желанию.
16 февраля 2009 года Президентом Российской Федерации Андрей Турчак назначен временно исполняющим обязанности губернатора Псковской области.
27 февраля 2009 года Андрей Турчак наделен полномочиями губернатора Псковской области Псковским областным Собранием депутатов.
27 февраля 2014 года Президентом Российской Федерации Андрей Турчак был назначен временно исполняющим обязанности губернатора Псковской области в связи с истечением его полномочий.
14 сентября 2014 года Андрей Турчак избран на выборах губернатором Псковской области.
12 октября 2017 года Андрей Турчак оставил должность губернатора Псковской области по собственному желанию.
12 октября 2017 года Президентом Российской Федерации Михаил Ведерников назначен временно исполняющим обязанности губернатора Псковской области.
9 сентября 2018 года Михаил Ведерников избран на выборах губернатором Псковской области.

## Порядок избрания и вступления в должность
Губернатор избирается жителями Псковской области на основе всеобщего равного и прямого избирательного права при тайном голосовании. Порядок избрания устанавливается федеральным законом и Уставом Псковской области.
Выборы проводились в 1999, 2000, 2004 годах. В 1991 и 1992 годах губернатор Псковской области был прямо назначен президентом России, а в 2009 — выбран президентом России и утверждён в должности областным Собранием депутатов. Вновь прямые выборы губернатора состоялись в единый день голосования 14 сентября 2014 года.

## Список губернаторов
| № | Губернатор                    | Губернатор | Срок полномочий | Срок полномочий                                                          | Партийность                                                                             | Основание наделения полномочиями |
| - | ----------------------------- | --- | --- | ------------------------------------------------------------------------ | --------------------------------------------------------------------------------------- | --- |
| 1 | Анатолий Добряков (1939—2003) | | с 24 октября 1991 | по 5 мая 1992 года                                                       |                                                                                         | назначен на пост президентом РФ Борисом Ельциным |
| 2 | Владислав Туманов (род. 1958) | | с 22 мая 1992 | по 10 ноября 1996                                                        |                                                                                         | назначен на пост президентом РФ Борисом Ельциным после согласования депутатами Областного совета |
| 3 | Евгений Михайлов (род. 1963)  | | 3 ноября 1996 избран, 10 ноября 1996 вступил в должность ♦ 12 ноября 2000 избран, 21 ноября 2000 вступил в должность                                                                                | 21 ноября 2000 ♦ 17 декабря 2004                                         | КПСС (1988—1991) ЛДПР (1993—2000) Единство (сентябрь 2000—2001), Единая Россия (с 2001) | избран на выборах главы администрации Псковской области: - 20 октября 1996 — в 1 туре занял второе место, набрав 22,71 % голосов - 3 ноября 1996 — в 2 туре победил, набрав 56,46 % голосов          |
| 3 | Евгений Михайлов (род. 1963)  | избран на выборах главы администрации Псковской области: - 12 ноября 2000 — победил в 1 туре, набрав 28,06 % голосов (признан победителем в 1 туре, так как набрал более 25 % голосов от числа проголосовавших) | 3 ноября 1996 избран, 10 ноября 1996 вступил в должность ♦ 12 ноября 2000 избран, 21 ноября 2000 вступил в должность                                                                                | 21 ноября 2000 ♦ 17 декабря 2004                                         | КПСС (1988—1991) ЛДПР (1993—2000) Единство (сентябрь 2000—2001), Единая Россия (с 2001) | |
| 4 | Михаил Кузнецов (род. 1968)   | | 5 декабря 2004 избран, 17 декабря 2004 вступил в должность | 16 февраля 2009 (досрочно)                                               | ЛДПР Единая Россия (с 2005 года)                                                        | избран на выборах главы администрации Псковской области: - 14 ноября 2004 — в 1 туре занял второе место, набрав 18,34 % голосов - 5 декабря 2004 — в 2 туре победил, набрав 48,83 % голосов          |
| 5 | Андрей Турчак (род. 1975)     | | 16 февраля 2009 назначен врио ♦ 27 февраля 2009 наделён полномочиями и сразу же вступил в должность ♦ 27 февраля 2014 назначен врио ♦ 14 сентября 2014 избран, 25 сентября 2014 вступил в должность | 27 февраля 2009 ♦ 27 февраля 2014 ♦ 25 сентября 2014 ♦ — 12 октября 2017 | Единая Россия                                                                           | назначен президентом РФ Дмитрем Медведевым врио губернатора, также президент предложил кандидатуру Турчака для согласования Псковскому областному Собранию депутатов                                 |
| 5 | Андрей Турчак (род. 1975)     | наделён полномочиями по представлению президента РФ Дмитрия Медведева - 27 февраля 2009 года утверждён областным собранием депутатов                                                                            | 16 февраля 2009 назначен врио ♦ 27 февраля 2009 наделён полномочиями и сразу же вступил в должность ♦ 27 февраля 2014 назначен врио ♦ 14 сентября 2014 избран, 25 сентября 2014 вступил в должность | 27 февраля 2009 ♦ 27 февраля 2014 ♦ 25 сентября 2014 ♦ — 12 октября 2017 | Единая Россия                                                                           | |
| 5 | Андрей Турчак (род. 1975)     | назначен на пост президентом РФ Владимиром Путиным врио губернатора до вступления в должность избранного губернатора                                                                                            | 16 февраля 2009 назначен врио ♦ 27 февраля 2009 наделён полномочиями и сразу же вступил в должность ♦ 27 февраля 2014 назначен врио ♦ 14 сентября 2014 избран, 25 сентября 2014 вступил в должность | 27 февраля 2009 ♦ 27 февраля 2014 ♦ 25 сентября 2014 ♦ — 12 октября 2017 | Единая Россия                                                                           | |
| 5 | Андрей Турчак (род. 1975)     | избран на выборах губернатора Псковской области: - 14 сентября 2014 года победил в 1 туре, набрав 78,36 % голосов                                                                                               | 16 февраля 2009 назначен врио ♦ 27 февраля 2009 наделён полномочиями и сразу же вступил в должность ♦ 27 февраля 2014 назначен врио ♦ 14 сентября 2014 избран, 25 сентября 2014 вступил в должность | 27 февраля 2009 ♦ 27 февраля 2014 ♦ 25 сентября 2014 ♦ — 12 октября 2017 | Единая Россия                                                                           | |
| 6 | Михаил Ведерников (род. 1975) | | 12 октября 2017 назначен врио ♦ 9 сентября 2018 избран, 17 сентября 2018 вступил в должность | по настоящее время                                                       | Единая Россия                                                                           | назначен президентом РФ Владимиром Путиным врио губернатора: - 12 октября 2017 года избран на выборах губернатора Псковской области: - 9 сентября 2018 года победил в 1 туре, набрав 70,68 % голосов |